# Intervenção percutânea
Intervenção percutânea é um procedimento cirúrgico minimamente invasivo, em que se faz uma punção na pele para o acesso aos órgãos internos e tecidos, não sendo necessária uma abordagem normalmente feita com uso de um bisturi, chamada de "cirurgia aberta", em que os órgãos internos e tecidos ficam expostos.
O nome percutâneo tem origem no latim antigo e significa, "por meio da pele" ou "através da pele".

## Aplicações e técnica
Uma das utilizações mais simples e conhecidas de intervenção percutânea é a inoculação de fármacos utilizando uma agulha. A intervenção percutânea é comumente utilizada em cirurgias vasculares, como a angioplastia, proposta pela primeira vez em 1952, pelo radiologista sueco Sven Ivar Seldinger [en].
Um cateter é introduzido em um vaso sanguíneo, seguido pela introdução de um fio através deste. Por este fio, outros cateteres são introduzidos para cada procedimento e dispositivo específico, como na implantação de stents. Este método é conhecido como  técnica de Seldinger. A intervenção percutânea é utilizada também em cirurgias ortopédicas, do aparelho digestivo e outras.

## História
O pioneiro na técnica da introdução de cateteres percutaneamente em canais vasculares foi o radiologista sueco Sven Ivar Seldinger [en]. Os seus primeiros relatos sobre a nova técnica datam de 1952, quando ainda era médico residente e realizou uma angiografia na artéria subclávia. O acesso à artéria utilizava um sistema que trocava uma agulha por um fio-guia e depois um cateter seguia sobre o fio-guia dentro dos vasos. Pela primeira vez se conseguiu introduzir um instrumento no interior do sistema vascular humano sem necessidade de incisão cirúrgica. Seldinger demonstrou que era possível alcançar todas as artérias com esta método, que ficaria conhecido como técnica de Seldinger.
Em 30 de outubro de 1958, uma falha em um exame de raio-X, que estava sendo realizado pelo médico cardiologista norte-americano Mason Sones [en], fez com que a partir de então, fosse possível visualizar doenças das artérias coronárias, com uso de contraste. Durante o exame, o cateter utilizado para injetar o contraste nos vasos principais circulatórios, desviou-se para a artéria coronária direita do paciente, injetando nela cinquenta mililitros de contraste. As artérias coronárias são responsáveis pela irrigação do músculo cardíaco. Duas coisas aconteceram então: Sones viu pela primeira vez a imagem nítida, em tempo real, das artérias em ação, e em seguida o coração do homem começar a parar de bater. O médico então lembrou-se que tossir vigorosamente poderia expelir o contraste das artérias pela contração dos músculos do diafragma. Imediatamente gritou para o paciente tossir, pois este ainda estava consciente. O homem tossiu quatro vezes e o seu coração retomou o ritmo normal de batimentos. O incidente fez com que, nos dias seguintes, Sones começasse a pensar que aquilo poderia ser o caminho para o desenvolvimento de uma técnica que era exatamente o que se procurava, ou seja, uma maneira de examinar internamente as artérias coronárias, para melhor diagnosticar as doenças cardiovasculares. Durante quatro anos, Sones e outros médicos realizaram angiografias coronarianas em mais de dois mil pacientes, estabelecendo cuidadosamente as doses corretas e tipos de contraste a utilizar. A partir de então estes exames passaram a ser utilizados para diagnosticar por exemplo, a necessidade de cirurgias de ponte de safena.
A tecnologia evoluiu com o passar dos anos e, em 1 de novembro de 1964, o radiologista norte-americano Charles Dotter [en] e seu assistente Melvin Judkins realizaram a primeira angioplastia transluminal percutânea em uma mulher de 82 anos com úlcera não cicatrizante no pé e dedos gangrenados. Todos os médicos recomendaram a amputação, mas ela recusou. Dotter descobriu que havia uma estenose segmentar na  artéria femoral, e testou pela primeira vez seus cateteres percutâneos "dilatadores". O procedimento foi bem sucedido e em poucos minutos, o pé da paciente estava com a temperatura normal e hiperêmico. A dor desapareceu dentro de uma semana e a úlcera foi logo curada.
Em 16 de setembro de 1977, o médico radiologista alemão  Andreas Gruentzig realizou a primeira angioplastia percutânea utilizando um balão, revolucionando a abordagem das lesões obstrutivas coronarianas, tornando-se a partir de então, uma alternativa no tratamento clínico e cirúrgico dos pacientes. Usando um  cateter de balão, introduzido pela artéria femoral, Gruntzig conseguiu aplicar pressão igual, constante e definida à parede vascular, técnica que estava estudando desde 1971. Em 1974, começou a desenvolver e experimentar cateteres de menor diâmetro que permitiriam seu uso em artérias coronárias.